# 戈盧賓
50°13′49″N 27°53′33″E / 50.23028°N 27.89250°E
戈盧賓（烏克蘭語：Голубин），是烏克蘭北部的村莊，隸屬日托米爾州的日托米爾區。該村始建於1899年，面積67平方公里，海拔高度238米，2001年該村落人口141。